# Felsberg (Grisons)
Felsberg és un municipi del cantó dels Grisons (Suïssa), situat al districte d'Imboden.